# How to Sleep
How to Sleep ist ein komödiantischer US-amerikanischer Kurzfilm über einen Hersteller von Matratzen, der eine Schlafstudie in Auftrag gibt. Der Film aus dem Jahr 1935 und gilt mittlerweile als eine der ersten Mockumentaries.

## Handlung
Ein Dozent hält einen Vortrag über das Thema „Wie man schläft“. Der Vortrag ist die Fortsetzung zu dem Vortrag „Wie man wach bleibt“, bei dem seine Zuhörer eingeschlafen sind. Der Dozent will die Gründe für den Schlaf und das Schlafwandeln darlegen. Um den Schlaf zu untersuchen, will er dem Publikum einen Film über einen schlafenden Mann vorführen, der während eines 8-Stunden-Schlafes 55 Mal die Position wechselt. Außerdem gibt es nützliche Tips für Schlafwandler, z. B., wie man Wasser trinken kann, ohne vollständig zu erwachen.

## Kritiken
Iain Scott vom Portal „OneLine Review“ befand den Film als hauptsächlich ermüdend und leicht zu vergessen, aber dennoch als sehenswert.

## Auszeichnungen
1936 wurde der Film in der Kategorie Bester Kurzfilm (Comedy) mit dem Oscar ausgezeichnet.

## Hintergrund
Die Premiere des Films fand am 14. September 1935 statt.